# Dichaetanthera
Dichaetanthera är ett släkte av tvåhjärtbladiga växter. Dichaetanthera ingår i familjen Melastomataceae.
Kladogram enligt Catalogue of Life:
| Dichaetanthera | \| \| Dichaetanthera corymbosa \| \| \| \| \| \| Dichaetanthera erici-rosenii \| \| \| \| \| \| Dichaetanthera rhodesiensis \| \| \| \| |
|                | \| \| Dichaetanthera corymbosa \| \| \| \| \| \| Dichaetanthera erici-rosenii \| \| \| \| \| \| Dichaetanthera rhodesiensis \| \| \| \| |
|                | Dichaetanthera corymbosa |
|                | |
|                | Dichaetanthera erici-rosenii |
|                | |
|                | Dichaetanthera rhodesiensis |
|                | |